# کلاودیو بوتوسو
کلاودیو بوتوسو (ایتالیایی: Claudio Botosso؛ زادهٔ ۲۸ مارس ۱۹۵۸) بازیگر اهل ایتالیا است.
از فیلم‌ها یا برنامه‌های تلویزیونی که وی در آن نقش داشته‌است، می‌توان به برادرم تنها فرزند است، فروشگاه بزرگ، قبل از اینکه اسم داشته باشد و شیطان در بدن اشاره کرد.